# Жан Пијаже
Жан Вилијам Фриц Пијаже (фр. Jean Piaget; Нешател, 9. август 1896 — Женева, 17. септембар 1980) је био швајцарски развојни психолог и филозоф, познат по својој теорији когнитивног развоја и епистемолошког погледа који се данас заједно називају генетичком епистемологијом.
Пијаже је придавао велики значај образовању деце. Као директор Међународног бироа за образовање, он је 1934. године изјавио да је „само образовање способно да спасе наша друштва од могућег колапса, било насилног, било постепеног”. Његова теорија развоја детета проучава се у програмима иницијалног образовања, а наставници настављају да уграђују стратегије засноване на конструктивизму.
Пијаже је основао Међународни центар за генетичку епистемологију у Женеви 1955. док је био на факултету Универзитета у Женеви, и руководио центром до своје смрти 1980. године. Број сарадње које је његово оснивање омогућило и њихов утицај на крају су довели до тога да се Центар у научној литератури назива „Пијажеова фабрика“.
Према Ернсту фон Гласерсфелду, Пијаже је био „велики пионир конструктивистичке теорије сазнања“. Његове идеје су биле широко популаризоване 1960-их. То је затим довело до појаве проучавања развоја као главне поддисциплине у психологији. После Б. Ф. Скинера био је други најцитиранији психолог 20. века.

## Биографија

### Младост и образовање
Пијаже је рођен 1896. године у Нешателу, у франкофонском региону Швајцарске. Био је најстарији син Артура Пијажеа (Швајцарац), професора средњовековне књижевности на Универзитету у Нешателу, и Ребеке Џексон (Францускиње). Ребека Џексон је потицала из угледне породице француских власника ливница челика енглеског порекла преко свог прадеде рођеног у Ланкаширу, произвођача челика Џејмса Џексона. Пијаже је као дете рано развио интересовање за биологију и свет природе. Његово интересовање за зоологију донело му је репутацију међу стручњацима у тој области након што је објавио неколико чланака о мекушцима до своје 15. године.
Када је имао 15 година, његова бивша дадиља писала је његовим родитељима да се извини што их је једном лагала о борби против отмичара. Отмичар је наводно покушавао да отме Жана док је био беба, у колицима, а дадиља се наводно борила против њега. Никада није било киднапера. Пијаже је постао фасциниран тиме што је некако формирао сећање на овај инцидент отмице, сећање које је трајало и након што је схватио да је лажно.
Интересовање за епистемологију је развио због кумових наговора да проучава филозофију и логику. Образовао се на Универзитету у Нешателу, а кратко је студирао на Универзитету у Цириху. За то време објавио је два филозофска рада која су показала правац његовог размишљања у то време, али које је касније одбацио као адолесцентску мисао. Његово интересовање за психоанализу, у то време растућу врсту психологије, такође се може датирати у овај период.

### Каријера
Пијаже се након дипломирања преселио из Швајцарске у Париз и предавао је у школи за дечаке у улици Grange-Aux-Belles. Школу је водио Алфред Бине, стваралац Бине-Симоновог теста (касније ревидиран од стране Луиса Термана; Стенфорд-Бине скала интелигенције). Пијаже је помагао у обележавању Бинеових тестова интелигенције. Док је помагао Бинеу, Пијаже је приметио да мала деца доследно дају погрешне одговоре на одређена питања. Пијаже се није толико фокусирао на чињеницу да су одговори деце погрешни, већ на то да су мала деца доследно праве исте врсте грешака које су старија деца и одрасли успевали да избегну. То га је довело до теорије да се когнитивни процеси мале деце инхерентно разликују од оних код одраслих. На крају, требало је да предложи глобалну теорију когнитивних развојних фаза у којима појединци показују одређене заједничке обрасце спознаје у сваком периоду развоја.
Године 1921. Пијаже се вратио у Швајцарску као директор института Жан Жак Русо у Женеви. У то време, институт је водио Едуард Клапаред. Пијаже је био упознат са многим Клапаредовим идејама, укључујући и ону о психолошком концепту опипања који је био уско повезан са „покушајима и грешкама“ уоченим у људским менталним обрасцима.
Године 1923. оженио се са Валентином Шатене (7. јануара 1899. – 3. јула 1983.); пар је имао троје деце, које је Пијаже проучавао од детињства. Од 1925. до 1929. Пијаже је радио као професор психологије, социологије и филозофије науке на Универзитету у Нешателу. Жан Пијаже је 1929. године прихватио место директора Међународног бироа за образовање и остао на челу ове међународне организације до 1968. Сваке године је састављао своје „Говоре директора” за Савет ИБЕ и за Међународну конференцију о јавном образовању у којим се изричито осврнуо на свој просветни кредо.
Пошто је предавао на Универзитету у Женеви и на Универзитету у Паризу 1964. године, Пијаже је позван да служи као главни консултант на две конференције на Универзитету Корнел (11-13. марта) и Универзитету Калифорније у Берклију (16-18. марта) . Конференције су се бавиле односом когнитивних студија и развоја наставног плана и програма, и настојале су да сагледају импликације недавних истраживања когнитивног развоја деце за наставне планове и програме.
Године 1972. Пијажеу је додељена Еразмова награда, а 1979. Балзанова награда за друштвене и политичке науке. Пијаже је умро 16. септембра 1980. и, како је тражио, сахрањен је са породицом у необележеној гробници на Cimetière des Rois (Гробље краљева) у Женеви.

## Историја каријере
Хари Бејлин је описао теоријски истраживачки програм Жана Пијажеа који се састоји од четири фазе:
- социолошки модел развоја,
- биолошки модел интелектуалног развоја,
- разрада логичког модела интелектуалног развоја,
- проучавање фигуративне мисли.

Добијени теоријски оквири су довољно различити један од другог да су окарактерисани као различити „Пијажети“. Недавно је Џереми Бурман одговорио Бејлину и позвао на додавање фазе пре његовог окретања психологији: "нулти Пијаже".

### Пијажеова каријера пре него што је постао психолог
Пре него што је Пијаже постао психолог, бавио се историјом природе и филозофијом. Докторирао је 1918. на Универзитету у Нешателу. Затим је похађао постдокторску обуку у Цириху (1918–1919) и Паризу (1919–1921). Ангажовао га је Теодор Симон да стандардизује психометријске мере за употребу код француске деце 1919. Теоретичар какав је познат широј научној јавности се појавио се тек када се преселио у Женеву, када је радио за Едуарда Клапареда као директор истраживања на Институту Русо, 1922. године.

### Социолошки модел развоја
Пијаже се први пут развио као психолог 1920-их. Истраживао је скривену страну дечјег ума. Пијаже је предложио да су деца са позиције егоцентризма прешла у социоцентризам. За ово објашњење он је комбиновао употребу психолошких и клиничких метода како би направио оно што је назвао полуклинички интервју. Интервју је започео тако што је деци постављао стандардизована питања и у зависности од тога како су одговорили, постављао им је низ стандардних питања. Пијаже је тражио оно што је назвао „спонтаним убеђењем“, па је често постављао питања која деца нису очекивала. Током студија је приметио да постоји постепена прогресија од интуитивних ка научним и друштвено прихватљивим одговорима. Пијаже је теоретисао да су деца то чинила због друштвене интеракције и изазова идејама млађе деце од стране идеја оне деце која су била напреднија.
Овај рад је Елтон Мејо користио као основу за чувене Хоторнове експерименте. Пијажеа је довело до почасног доктората на Харварду 1936.

### Биолошки модел интелектуалног развоја
У овој фази, Пијаже је веровао да се процес мишљења и интелектуалног развоја може посматрати као продужетак биолошког процеса (адаптације) врсте, који такође има два текућа процеса: асимилацију и акомодацију. Асимилација постоји када дете реагује на нови догађај на начин који је у складу са постојећом когнитивном схемом. Адаптација постоји када дете или модификује постојећу схему или формира потпуно нову схему да се бави новим објектом или догађајем.
Он је тврдио да су бебе укључене у чин асимилације када су сисале све што им је било на дохват руке. Тврдио је да бебе претварају све предмете у објекте који се сисају. Деца су асимилирала предмете како би се прилагодила својим менталним структурама. Пијаже је тада изнео претпоставку да кад год неко трансформише свет да би задовољио индивидуалне потребе или концепције, он га на неки начин асимилује. Пијаже је такође посматрао како његова деца, не само да асимилирају предмете како би одговарали њиховим потребама, већ и модификују неке од својих менталних структура како би испунили захтеве околине. Ово је друга подела адаптације позната као акомодација. За почетак, бебе су се бавиле првенствено рефлексним радњама као што је сисање, али недуго затим би узимале предмете и стављале их у уста. Када то ураде, они модификују свој рефлексни одговор како би прилагодили спољашње објекте у рефлексне акције. Пошто су те две акције често у сукобу, оне дају подстицај за интелектуални развој — стална потреба за балансирањем њих две покреће интелектуални раст.
Да би тестирао своју теорију, Пијаже је посматрао навике своје деце.

### Разрада логичког модела интелектуалног развоја
У моделу који је Пијаже развио у трећем стадијуму, он је тврдио да се интелигенција развија у низу фаза које су повезане са годинама и прогресивне су јер се једна фаза мора постићи пре него што се догоди следећа. За сваку фазу развоја дете формира поглед на стварност за тај старосни период. У следећој фази, дете мора да прати ранији ниво менталних способности да реконструише појмове. Пијаже је замислио интелектуални развој као спиралу која се шири навише у којој деца морају стално да реконструишу идеје формиране на ранијим нивоима са новим концептима вишег реда стеченим на следећем нивоу.
То је првенствено „Трећи Пијаже” (логички модел интелектуалног развоја) о коме су расправљали амерички психолози када су Пијажеове идеје „поновно откривене” 1960-их.

### Проучавање фигуративне мисли
Пијаже је проучавао области интелигенције попут перцепције и памћења које нису сасвим логичне. Логички концепти су описани као потпуно реверзибилни јер се увек могу вратити на почетну тачку, што значи да ако се почне од дате премисе и следи логичке кораке да би се дошло до закључка, исти кораци се могу урадити у супротном редоследу, почевши од закључак да се дође до премисе. Перцептивним концептима које је Пијаже проучавао није се могло манипулисати. Да би описао фигуративни процес, Пијаже користи слике као примере. Слике се не могу одвојити јер се контуре не могу одвојити од облика које оцртавају. Памћење је на исти начин: оно никада није потпуно реверзибилно; људи не могу нужно да се сете свих догађаја између две тачке. Током овог последњег периода рада, Пијаже и његов колега Инхелдер су такође објавили књиге о перцепцији, памћењу и другим фигуративним процесима као што је учење.
Пошто је Пијажеова теорија заснована на биолошком сазревању и фазама, појам спремности је важан. Спремност се односи на то када одређене информације или концепте треба подучавати. Према Пијажеовој теорији, децу не треба поучавати одређеним појмовима док не достигну одговарајући стадијум когнитивног развоја. На пример, мала деца у преоперативној фази се баве „неповратним“ мислима и не могу да схвате да се предмет који је на неки начин трансформисан може вратити у првобитно стање.

## Пијажеова теорија развоја
Пијаже је себе дефинисао као 'генетичког' епистемолога, заинтересованог за процес квалитативног развоја знања. Он је развој когнитивних структура сматрао диференцијацијом биолошких регулација. Када је цела његова теорија први пут постала позната – теорија сама по себи била је заснована на структуралистичком и когнитивистичком приступу – то је био изванредан и узбудљив развој у односу на психолошку заједницу тог времена.
У Пијажеовом истраживачком програму постоје укупно четири фазе које су укључивале књиге о одређеним темама развојне психологије. Конкретно, током једног периода истраживања, описао је себе како проучава своје троје деце и пажљиво посматра и тумачи њихов когнитивни развој. У једној од својих последњих књига, Еквилибрација когнитивних структура: Централни проблем интелектуалног развоја, он намерава да објасни развој знања као процес еквилибрације користећи два главна концепта у својој теорији, асимилацију и акомодацију, који припадају не само биолошким интеракцијама већ и такође и на сазнајне.
Пијаже је веровао да се одговори на епистемолошка питања у његово време могу дати, или боље предложити, ако се погледа генетски аспект тога, отуда и његови експерименти са децом и адолесцентима. Како каже у уводу своје књиге Генетска епистемологија: „Оно што генетска епистемологија предлаже јесте откривање корена различитих варијетета знања, од његових елементарних облика, пратећи на следеће нивое, укључујући и научно знање.

### Психологија функција и кореспонденције
Пијажеа су понекад критиковали зато што је преоперациону децу карактерисао у смислу когнитивних капацитета који су им недостајали, а не њихових когнитивних достигнућа. Касни заокрет у развоју Пијажеове теорије довео је до појаве рада на постигнућима те деце у оквиру његове психологије функција и кореспонденција. Ова нова фаза у Пијажеовом раду била је мање зависна од фазе и одражавала је већи континуитет у људском развоју него што би се очекивало у теорији везаној за стадијум. Овај напредак у његовом раду десио се пред крај његовог веома продуктивног живота и понекад га нема у уџбеницима развојне психологије.
Пример функције може укључивати скупове X и Y и уређене парове елемената (x, y), у којима је k елемент X и y, Y. У функцији, елемент X је мапиран на тачно један елемент од Y (обрнуто не мора бити тачно). Функција стога укључује јединствено мапирање у једном правцу, или, како су Пијаже и његове колеге написали, функције су „једнозначне удесно“. Када се сваки елемент X пресликава на тачно један елемент Y и сваки елемент Y пресликава на тачно један елемент X, Пијаже и колеге су назначили да услов јединствености важи у било ком смеру и назвали су однос између елемената X и Y „двоструко " или "један на један". Они су унапредили идеју да преоперативно дете манифестује извесно разумевање функција једносмерног поретка.
Према Пијажеовим колегама из Женеве, „семилогика“ ових функција поретка одржава способност преоперативног детета да користи просторни опсег за индексирање и упоређивање количина. Дете, на пример, може да користи дужину низа да индексира број објеката у низу. Тако би дете проценило да дужи од два низа има већи број објеката. Иако несавршена, таква поређења су често фер („семилогичне“) замене за тачну квантификацију. Штавише, ове функције реда леже у основи рудиментарног знања детета о законитостима животне средине. Мала деца су способна да конструишу – ово одражава конструктивистичку наклоност Пијажеовог дела – низове објеката наизменичне боје. Они такође разумеју парове размене карата са сликама различитог цвећа.
Пијаже и колеге су испитивали морфизме, који се по њима разликују од оперативних трансформација уочених на конкретној оперативној деци. Пијаже (1977) је написао да су „подударности и морфизми у суштини поређења која не трансформишу објекте који треба да се пореде, већ извлаче заједничке форме из њих или аналогије између њих“ (стр. 351). Он је унапредио идеју да ова врста знања произилази из „примитивних примена“ акционих шема на објекте у окружењу. У једној студији морфизама, Пијаже и колеге су тражили од деце да идентификују предмете у низу покретних црвених изреза који би могли да покрију унапред одређени део сваке од четири основне картице - свака картица је имала црвену и белу област. Задатак је, у ствари, тражио од детета да постави изрезе на основну картицу како би цела карта изгледала као црвена. Иако је било укупно 12 изреза, само три, које су се мало разликовале једна од друге, могле су да учине да цела основна картица изгледа црвено. Најмлађа деца која су проучавала - имала су 5 година - могла су да се упаре, користећи покушаје и грешке, један исечак са једном основном картицом. Пијаже и сарадници назвали су ову врсту морфизма бијекција, кореспонденција појам. Старија деца су била у стању да ураде више тако што су схватила како да цела картица изгледа као црвена користећи три изреза. Другим речима, могли би да изведу три према један упаривање.

## Најзначајнија дела
- Језик и мисао код детета (1923)
- Логичко расуђивање и размишљање код детета (1924)
- Порекло интелигенције код деце (1936)
- Конструкција реалности код деце (1937)
- Игре, снови и имитација у детињству (1946)
- Психологија интелигенције (1947)
- Развој логичког мишљења (1955)
- Наука о образовању и психологија детета (1971)

## Пијажеова теорија моралног развоја
Пијаже објављује дело Морално расуђивање детета 1932.године и у њему износи тврдњу да је морални развој првенствено когнитивни процес. Пијаже полази од схватања да суштину моралности сачињавају поштовање које према правилима друштвеног реда осећа једна особа и начин како она схвата правду. Истичући да се "целокупна моралност састоји од система правила и да се суштина моралности огледа у поштовању које једна особа има према тим правилима". Морални развој детета чине два стадијума:
- стадијум хетерономне моралности другачије се назива и морални реализам, објективна одговорност, стадијум принуде и траје отприлике до седам-осам година. Овај стадијум има три главне одлике : моралност ауторитета и дужности ( добар значи бити послушан, а исправно је оно што ауторитет наређује), поштовање слова, а не духа закона (уведен је појам казне, што је кажњавање оштрије то је праведније, деца овог узраста верују да је казна неодвојива од прекршаја), објективно схватање одговорности (будући да дете правила схвата дословно и мисли да их се мора придржавати, дете приликом процене неког поступка води рачуна само о физичким последицама, а не и о намерама починиоца поступка)
- стадијум аутономне моралности почиње да се развија тек око десете године и дете се у овом стадијуму води тиме да добар значи бити праведан. Аутономија се, каже Пијаже, јавља тек са разумевањем обостраног поштовања таквим да особа у себи осећа жељу да са другима поступа како би желела да они са њом поступају. Мења се и став према кажњавању. Старија деца сматрају да казна не треба да буде произвољна већ логички повезана са учињеним прекршајем и сразмерно одмерена прекршају. Деца у овом стадијуму сматрају да казна треба да буде таква да кривац постане свестан онога што је урадио.

Ову област дечјег развоја није детаљно истраживао, али је поставио основе на којима је касније Лоренс Колберг који је иначе био његов студент, дошао до значајних открића и учинио значајан допринос теорији моралног развоја и моралног васпитања.

## Пијажеова теорија когнитивног развоја
Једна од најсложенијих и најутицајнијих савремених теорија когнитивног развоја је она чији је творац швајцарски психолог Жан Пијаже. Когнитивни развој је, према овом биолошки оријентисаном теоретичару, спонтан, ауторегулациони процес, одређен организму инхерентним чиниоцима и механизмима.
Основни покретач развоја интелигенције јесте тежња ка савршеној и стабилној равнотежи, односно фактор уравнотежавања. Субјекат у свом односу са објектом постиже све савршеније форме равнотеже серијом ауторегулативних компензација. Утицаји друштвене средине нису формативни, не стварају когнитивне структуре, већ могу само да убрзају или успоре развој.

### Функције
су процеси који управљају људским развојем. За њега је интелигенција само један пример биолошког система, па тако су и две основне функције преузете из биологије.
- Једна од њих је организација . Организација се односи на чињеницу да су све спознајне структуре међусобно повезане и да се било које ново знање мора уклопити у постојећи систем.[36] Суштина интелигенције, каже Пијаже, не лежи у појединачно наученим одговорима или изолованим сећањима, већ у њеној организацији која поприма облик различитих когнитивних структура које дете током свог развоја конструише. Другим речима, интелект је увек организован, с тим што је на различитим стадијумима различито организован.
- Друга функција зове се адаптација .Људска интелигенција је, по Пијажеу, систем адаптације који омогућава човеку да се прилагоди средини и преживи. Когнитивна адаптација, као и биолошка, састоји се у равнотежи између асимилације и акомодације.[37] o  асимилација је тежња разумевању нових искустава на основу постојећег знања.

О акомодација је мењање постојећих спознајних структура да би се ускладиле са новим искуствима.

### Стадијуми когнитивног развоја
Интелектуални развој одвија се у низ стадијума. Према његовом схватању, сва деца пролазе кроз исте стадијуме развоја истим редоследом. Ови стадијуми имају одређена општа својства :
- да су структуралне целине или организовани системи мишљења који доводе до доследности у мишљењу детета на неком од стадијума. Акције или операције су међусобно повезане и организоване, тако да чине јединствену структуру карактеристичну за одређени стадијум.
- хијерархијска интеграција значи да прелазак са једног стадијума на други не представља једноставно додавање новог на стари стадијум већ, пре свега, реорганизацију која замењује слабије развијени стадијум.
- да се јављају у непроменљивом редоследу . Свака особа иде корак по корак кроз стадијуме, тј не може да прескочи неки стадијум или да иде неким другим путем.

#### Сензомоторни стадијум
представља период до друге године живота. Интелектуалне реакције се своде на координацију чулних доживљаја и једноставних моторних понашања. Знање о свету ограничено је на телесну интеракцију са људима и објектима. Подстадијуми : модификација рефлекса, примарне циркуларне реакције, секундарне циркуларне реакције, координација секундарних циркуларних реакција, терцијарне циркуларне реакције, почетак репрезентације . Пример стадијума, дете схвата да дрмањем звечке производи звук.

#### Преоперациони стадијум
је период когнитивног развоја од друге до шесте године живота. Почиње развојем говора.Јављају се симболичке функције, односно способности да се један предмет користи за репрезентовање другог. Дете почиње да користи симболе, али је у немогућности да их контролише. Дете може да разуме да се квалитативна својства предмета не мењају ако се промени његов изглед, али није способно за конзервацију квантитативних својстава ( број, маса, висина... ). Мишљење деце одликују још анимизам, артифицијелизам и реализам. Подстадијуми : преконцептуални ( 2-4године ) и интуитивни ( 4-6 година ).  Пример стадијума, пред дететом се налазе  једна широка и једна уска, али виша чаша. Када се из шире сок пресипа у високу чашу, на питање где има више сока, дете ће мислити да више сока има у вишој него широј чаши.

#### Стадијум конкретних операција
представља период од шесте до дванаесте године. Мишљење се одликује могућношћу да се  води рачуна о више аспеката ситуације. Менталне операције омогућавају  логичко решавање проблема с конкретним објектима. У овом стадијуму дете схвата задатак са чашама.

#### Стадијум формалних операција
је последњи развојни ступањ, од дванаесте године до одраслог доба. Јавља се способност размишљања о могућем не само о реалном. Сада по први пут дете је способно да следи формални аргумент, а да занемари његов специфичан садржај. Ово „ослобађање“ од садржаја је главна одлика овог стадијума.
У развоју дечјег мишљења прекретницу представља јављање семиотичке функције и превазилажење егоцентризма у процесу децентрације. До својих открића, појмова и теорија Пијаже је дошао методом експеримента и испитивањем дечјег мишљења путем клиничког интервјуа.

## Конструктивистичка теорија о развоју детета
За већину савремених сазнања о менталним способностима мале деце заслужан је стручњак за когнитивну психологију Жан Пијаже, који је вршио истраживања пре педесет година. Пијажеов утицај може се пронаћи не само у многим савременим објашњењима начина на који деца уче, већ и у нашим образовним системима. Нажалост, како то често бива са револуционарним открићима, накнадна истраживања су показала да су Пијажеови закључци готово сигурно били погрешни. („Готово сигурно“ зато што неки психолози и даље тврде да је он био у праву и да резултати спроведених експеримената дозвољавају различите закључке.)
Током 1940-их и 1950-их година, Пијаже је развио „конструктивистичку“ теорију о развоју детета. Према овој теорији, беба се рађа без икаквих знања, а затим, посматрајући свет око себе постепено уобличава кохерентно разумевање тог света, које се непрестано увећава. Другим речима, дете конструише ментални модел или концептуализацију света.
Пијаже до овог закључка није дошао седећи у фотељи. Он је вршио експерименте, и управо су они један од разлога што је његов рад имао толики утицај. Била је потребна велика генијалност — и опрема која није била доступна у Пијажеово време — да би касније генерације осмислиле поузданије експерименте. Кад је то учињено, наметнули су се потпуно другачији закључци.
На пример, према Пијажеовом мишљењу, деца млађа од десет месеци немају праву свест о материјалним објектима као нечему што трајно постоји у свету. Пијаже је овај закључак засновао на запажању да беба од десет или мање месеци престаје да тражи неки предмет, рецимо играчку, оног тренутка кад га неко сакрије под ћебе. Према Пијажеу, свест о „перманентности објекта“, како је он то назвао, није урођена, већ се стиче после десет месеци старости.
Пијаже је такође веровао да деца не поседују осећај за број све до узраста од око пет година. У једном од својих експеримената, који су много пута понављани од стране различитих испитивача, психолог би четворогодишњем детету показао ред од шест чаша и ред од шест флаша које су међусобно подједнако удаљене, а затим би га питао чега има више. Дете би увек одговорило да их је исто. Може се претпоставити да је дете уочило да свакој чаши у реду одговара једна флаша у другом реду. Затим би испитивач размакао чаше тако да образују дужи ред, па би поново питао дете да ли има више чаша или флаша. Сада би дете одговорило да има више чаша, очигледно заварано тиме што је тај ред дужи. „Ово несумњиво показује“, закључио је Пијаже, „да дете не поседује добро развијен осећај за број“. Конкретно, тврдио је Пијаже, четворогодишња и петогодишња деца још не схватају идеју очувања броја — немају представу о томе да размештање предмета у групи не мења њихов број.

## Критика
У оно време, Пијажеови експерименти сматрани су тријумфом експерименталне методе у психологији. Као њен зачетник, Пијаже је крчио пут будућим генерацијама. Овакав метод проучавања био је одличан. Нажалост, имао је и озбиљне недостатке. Пијаже се при тестирању свести о перманентности објекта ослањао на моторне радње беба, а у бројним тестовима са старијом децом на дијалог између испитивача и испитаника.
Кад је реч о перманентности објекта, чињеница да беба није посегла за предметом који је сакривен под ћебе не подржава прилично драматичан закључак да беба мисли да је предмет престао да постоји. Можда она једноставно нема довољно развијену координацију руку да би посегла за скривеним предметом. У ствари, ми данас знамо да је ово објашњење тачно. Недавни експерименти, напреднији од Пијажеових, указују на то да чак и веома мале бебе имају добро развијену свест о перманентности објекта.
Исто тако, разговор с малом децом веома је непоуздан. Комуникација помоћу језика никада није потпуно објективна и ослобођена утицаја контекста, емоција, друштвених фактора, а можда и још неколико других ствари. Колико дијалог може бити непоуздан показали су Жак Мелер (Jacques Mehler) и Том Бевер (Tom Bever) са Масачусетског технолошког института током касних 1960-их година.
Мелер и Бевер су извели Пијажеов експеримент да би тестирали свест о очувању броја, али код двогодишње и трогодишње деце, за разлику од Пијажеа чији су испитаници имали четири или пет година. Деца су била савршено успешна. Зато нам је, уколико не верујемо да деца између четврте и шесте године привремено губе свест о очувању броја, потребно алтернативно објашњење Пијажеових резултата. Једно је лако доступно.
Деца око пете године старости почињу да развијају способност резоновања о мисаоним процесима друге особе — „Шта тата мисли кад каже да је то...“ Ово пружа највероватније објашњење Пијажеових запажања. Сетите се на који је начин изведен експеримент. Најпре испитивач поређа чаше и флаше у два реда, тако да су међусобно подједнако удаљене, а затим пита дете у ком реду има више предмета. Након тога преуреди један од редова, тако што га продужи, па поново пита дете: „У ком реду има више предмета?“
Са четири или пет година, дете мисли да су одрасли моћни и свезнајући. Осим тога, оно је вероватно приметило поштовање које су његови родитељи указали испитивачу када су стигли у лабораторију. Како ће дете реаговати кад види да је испитивач размакао предмете у једном реду, а затим поставио потпуно исто питање као тренутак раније: „У ком реду има више предмета?“ Могло би да резонује овако: „Хммм. Исто питање ми је и малопре поставио. Одрасли нису глупи, а ово је посебна врста одраслог који много зна. Обојица видимо да се број предмета није променио. Сигурно сам прошли пут погрешно разумео питање. Мислио сам да ме пита о броју предмета у реду, али ме је очигледно питао о дужини, с обзиром на то да је њу променио.“ Тако дете даје одговор који мисли да се од њега очекује.
Наравно, у ово не можемо бити сигурни. Покушаји да се до одговора дође испитивањем детета највероватније неће пружити убедљиве доказе, и то из истог разлога из ког је сумњив првобитни Пијажеов експеримент. Због тога је Мелеров и Беверов експеримент стекао признање. Резоновање типа „шта он заправо хоће?“, које је малочас описано, својствено је деци старијој од две или три године. Мелерови и Беверови млађи испитаници схватали су питања у експерименту дословно, и правилно су бројали предмете.
Оно што је првобитни Пијажеов експеримент заиста показао било је то да четворогодишња и петогодишња деца умеју рационално да резонују о мотивацијама и очекивањима друге особе. То је важно и корисно откриће. Али није оно до ког је Пијаже мислио да је дошао.
Да би потврдили да деца старија од две године имају добар осећај за број, Мелер и Бевер су изменили Пијажеов тест тако да се избегне ослањање на језик. Њихова идеја је била запањујуће једноставна. Уместо чаша и флаша, детету су показали два реда бомбоница М&М. У једном реду је било шест бомбоница, а у другом четири. Некада би редови били исте дужине; некад би био дужи ред од шест, а некад од четири бомбонице. Уместо да га питају у ком реду има више слаткиша, детету би једноставно рекли да може да изабере један ред и поједе га. Исход је био тачно онакав какав би сваки родитељ предвидео. Дете би без изузетка зграбило ред од шест слаткиша, без обзира на његову дужину. Добро је знало који ред садржи више чланова и, штавише, схватало је да број не зависи од распореда. Резултат је био подједнако убедљив и са двогодишњацима и са четворогодишњацима.
До истог закључка довела је још једна варијација првобитног Пијажеовог експеримента. Овог пута су Џејмс Мекгеригл (James McGarrigle) и Маргарет Доналдсон (Margaret Donaldson) са Единбуршког универзитета извели експеримент у малом луткарском позоришту. Као и Пијаже, почели су тиме што су образовали два реда са истим бројем предмета и питали дете у ком реду има више предмета. Пошто би дете тачно одговорило, испитивач би се правио да гледа на другу страну, а за то време плишани меда размакао би предмете у једном реду. Кад би се окренуо, испитивач би узвикнуо: „Ох, боже, шашави меда је збркао редове. Да ли можеш поново да ми кажеш у ком реду има више предмета?“ Деца између две и пет година без изузетка давала су тачан одговор. С обзиром на то да је меда продужио један ред, што испитивач није видео, дете је вероватно сматрало разумним то што му одрасла особа поново поставља исто питање. Али, кад би испитивач поновио поступак са истим дететом, с тим што би сам размакао предмете, четворогодишња и петогодишња деца одговарала би му исто као Пијажеу, заснивајући одговор на дужини.
Бројни експерименти спроведени 1980-их и 1990-их година показали су да ни ово није тачно. Први од њих извели су Прентис Старки (Prentice Starkey) и његови сарадници на Пенсилванијском универзитету 1980. године. Старкијеви испитаници су биле бебе старе између шеснаест и тридесет недеља. Био је прави изазов пронаћи начин да се утврди шта тако млади испитаници мисле.
Испитивачи су се ослонили на мерење бебиног нивоа концентрације. Као што сваки родитељ зна, било каква новина, као што је нова играчка, једно време окупира бебину пажњу. Затим пажња почиње да попушта или се усмерава на неку другу новину. Захваљујући видео-технологији, Старки и његови сарадници су били у могућности да прате бебину пажњу снимајући њен поглед. Бебу је најчешће мајка држала у крилу, окренуту ка апаратури за извођење експеримента.
У једном експерименту, беби су приказивани слајдови. На једном слајду су се виделе две тачке, једна до друге. Када су се први пут појавиле, привукле су бебину пажњу и она је неко време гледала у њих. Кад је бебина пажња почела да опада, а поглед да јој лута, слајд је замењен новим који се веома мало разликовао од првог. Беба је накратко погледала. Слајд је поново промењен. Сваки следећи слајд минимално се разликовао од претходног. Са сваким понављањем, бебини погледи — како је измерено с видео-касете — постајали су све краћи. Затим су се, без упозорења, на екрану појавиле три тачке, уместо две. Бебино интересовање истог тренутка се повећало и слику је посматрала дуже (од 1.9 до 2.5 секунде у једном извођењу експеримента). Дете је несумњиво уочило прелазак с две на три тачке. Друга група беба, којој су приказани слајдови обрнутим редом, приметила је прелазак с три на две тачке.
Сју Елен Антел (Sue Ellen Antell) и Данијел Китинг (Daniel Keating) са Мерилендског универзитета употребили су исту методу како би показали да само неколико дана старе бебе такође уочавају разлику између два и три.

## Истраживачки методи
Пијаже је желео да револуционише начин на који су истраживања спроведена. Иако је почео да истражује са својим колегама користећи традиционалну методу прикупљања података, није био у потпуности задовољан резултатима и желео је да настави да покушава да пронађе нове начине истраживања користећи комбинацију података, што укључује натуралистичко посматрање, психометрију и психијатрију. клинички преглед, како би имали мање вођени облик истраживања који би дао више емпиријски валидних резултата. Како је Пијаже развијао нове истраживачке методе, написао је књигу под називом The Language and Thought of the Child, која је имала за циљ да синтетизује методе које је користио како би проучио закључке које су деца извукла из ситуација и како су дошла до таквог закључка. Основна идеја је била да се посматра како деца реагују и артикулишу одређене ситуације сопственим резоновањем, како би се испитао њихов мисаони процес.
Пијаже је спровео тест на 15 дечака узраста од 10 до 14 година у коме је тражио од учесника да опишу однос између мешаног букета цвећа и букета са цвећем исте боје. Сврха ове студије била је да се анализира процес размишљања код дечака и да се изведу закључци о логичким процесима које су користили, што је била психометријска техника истраживања. Пијаже је такође користио психоаналитичку методу коју је првобитно развио Сигмунд Фројд. Сврха коришћења оваквог метода била је испитивање несвесног ума, као и наставак паралелних студија коришћењем различитих истраживачких метода. Психоанализу је касније Пијаже одбацио, јер је сматрао да је недовољно емпиријска.
Пијаже је тврдио да деца и одрасли користе говор у различите сврхе. Да би потврдио свој аргумент, експериментисао је анализирајући дечију интерпретацију приче. У експерименту, дете је слушало причу, а затим је испричало пријатељу ту исту причу његовим/њеним речима. Сврха ове студије била је да испита како деца вербализују и разумеју једни друге без интервенције одраслих. Пијаже је желео да испита границе натуралистичког посматрања, како би разумео дечје расуђивање. Схватио је колико је тешко проучавати дечје мисли, јер је тешко знати да ли се дете претвара да верује њиховим мислима или не. Пијаже је био пионирски истраживач који је испитао дечје разговоре у друштвеном контексту – почевши од испитивања њиховог говора и поступака – где су деца била пријатна и спонтана.

### Проблеми и могућа решења
Након спровођења многих студија, Пијаже је открио значајне разлике у начину размишљања одраслих и деце. Није могао да пронађе пут логичког закључивања и неизречених мисли које су деца имала, што би му омогућило да проучава интелектуални развој детета током времена. У својој трећој књизи, Дечја концепција света, Пијаже је препознао потешкоће својих претходних техника и важност психијатријског клиничког прегледа. Истраживач је веровао да начин на који су спроведени клинички прегледи утиче на то како се унутрашња стварност детета појављује на површину. Деца би вероватно одговорила у складу са начином на који се истраживање спроводи, постављеним питањима или познавањем околине. Клинички преглед спроведен за његову трећу књигу пружа темељно истраживање процеса размишљања детета. Пример питања коришћеног за истраживање таквог процеса био је: „Да ли видите мисао?“.

### Пијаже замењује психометријске тестове приступом клиничке методе
Пијаже је препознао да психометријски тестови имају своја ограничења, јер деца нису била у стању да пруже истраживачу своје најдубље мисли и унутрашњи интелект. Такође је било тешко знати да ли резултати испитивања деце одражавају оно у шта деца верују или је то само лажна ситуација. На пример, веома је тешко са сигурношћу знати да ли дете које разговара са играчком верује да је играчка жива или се дете само претвара. Убрзо након извођења закључака о психометријским студијама, Пијаже је почео да развија клиничку методу испитивања. Клиничка метода је укључивала испитивање детета и пажљиво испитивање њихових одговора – да би се видело како дете резонује према постављеним питањима – а затим испитивање дететове перцепције света кроз њихове одговоре. Пијаже је препознао потешкоће интервјуисања детета и важност препознавања разлике између „ослобођених“ и „спонтаних“ одговора.
Пијаже је желео да истражује у окружењима која би омогућила деци да се повежу са неким постојећим аспектима света. Идеја је била да се промени приступ описан у његовој књизи Дечја концепција света и да се удаљи од нејасних интервјуа који постављају питања. Овај нови приступ описао је у својој књизи Дечја концепција физичке узрочности, где су деца била постављена пред дилеме и морала су сама да смисле могућа решења. Касније, након пажљивог анализирања претходних метода, Пијаже је развио комбинацију натуралистичког посматрања са клиничким интервјуисањем у својој књизи Пресуда и расуђивање код детета, где је дечји интелект тестиран питањима и помним праћењем. Пијаже је био уверен да је пронашао начин да анализира и приступи дечјим мислима о свету на веома ефикасан начин. Пијажеово истраживање је пружило комбинацију теоријских и практичних истраживачких метода и дало је кључни допринос области развојне психологије. „Пијажеа често критикују јер је његов метод истраживања, иако донекле модификован последњих година, и даље углавном клинички. Посматра околину и понашање детета. Затим долази до хипотезе која то тестира и фокусира се и на околину и на понашање након што је мало променио окружење.

## Утицаји
Упркос томе што је престао да буде модеран психолог, величина Пијажеовог континуираног утицаја може се мерити глобалним размерама и активностима Жан Пијажеовог друштва, које одржава годишње конференције и привлачи око 700 учесника. Његова теорија когнитивног развоја показала се утицајном у многим различитим областима:
- Развојна психологија
- Образовање и морал
- Историјска проучавања мишљења и сазнања
- Еволуција
- Филозофија
- Приматологија
- Вештачка интелигенција

### Развојна психологија
Пијаже се сматра најутицајнијом фигуром у развојној психологији, иако главни психолози више не прихватају многе аспекте његових теорија. Развојни психолози данас не виде развој као да се одвија у фазама и многа Пијажеова емпиријска открића су поништена каснијим истраживањима. На пример, психолози више не виде малу децу као неспособну да разумеју апстрактне концепте и више не верују да бебе не разумеју постојаност објекта. Упркос томе, развојни психолози признају важност наслеђа Жана Пијажеа као оснивача своје области. Они препознају његов иновативни емпиријски рад, његове покушаје да интегрише своје резултате у јединствени теоријски модел и начин на који је створио пут за касније истраживаче у овој области. Многи истраживачи развојне психологије данас раде у постпијажеовском или неопијажеовском оквиру.

### Образовање
Користећи Пијажеову теорију, наставници се фокусирају на своје студенте као ученике. Као резултат овог фокуса, образовање је у одређеној мери усмерено на ученика и конструктивистички. Омогућава наставницима да виде ученике као индивидуалне ученике који додају нове концепте претходном знању како би сами изградили разумевање. Наставници који користе приступ усредсређен на ученика као основу за своју професионалну праксу укључују неколико диспозиција. Они пружају образовне могућности засноване на искуству. Ови наставници такође разматрају индивидуалне квалитете и ставове ученика током планирања наставног плана и програма. Наставници дозвољавају увидима ученика да промене наставни план и програм. Они негују и подржавају радозналост ученика. Они такође укључују емоције ученика и стварају окружење за учење у којем се ученици осећају безбедно.
Постоје две разлике између предоперативне и конкретне оперативне фазе које се односе на образовање. Ове разлике су реверзибилност и децентрација. Понекад се реверзибилност и децентрализација дешавају у исто време. Када ученици размишљају о корацима да заврше задатак без употребе одређеног логичког, секвенцијалног редоследа, они користе реверзибилност. Децентрација им омогућава да се концентришу на више компоненти проблематичног задатка у исто време. Ученици користе и реверзибилност и децентрализацију да функционишу током целог школског дана, прате упутства и извршавају задатке.
Пример ученика који користи реверзибилност је када учи нови речник. Ученик саставља списак непознатих речи из књижевног текста. Затим истражује дефиницију тих речи пре него што замоли свог друга из разреда да га тестира. Његов учитељ је дао скуп посебних упутстава које мора да следи одређеним редоследом: мора да напише реч пре него што је дефинише и да изврши ова два корака више пута. Дете у предоперативној фази се збуни током овог процеса и потребна му је помоћ наставника да остане на задатку. Наставник га враћа на свој текст како би забележио следећу реч пре него што је могао да дефинише. Дете у преоперативној фази не разуме организацију која је потребна да заврши овај задатак. Онај у конкретној оперативној фази разуме организацију и може да се сети корака у било ком редоследу док је у стању да прати дати редослед. Користећи децентрализацију, дете има две активности на уму: идентификује речи и пронађе их у речнику.
Пример децентрације је да дете предшколског узраста може да користи играчку банану као лажни телефон. Дете зна разлику између воћа и телефона. У овом облику игре он делује на два нивоа истовремено. Код старијег детета на конкретном оперативном нивоу, децентрација му омогућава да заврши одузимање двоцифрених бројева и укаже који од проблема такође укључује позајмљивање из друге колоне. Ученик истовремено ради и једно и друго. Користећи реверзибилност, ученик мора ментално да се креће између два подзадатка.
Што се тиче похвала од стране наставника, похвала је поткрепљење ученика. Адолесценти пролазе кроз социјално-емоционални развој тако да траже однос са вршњацима. Дакле, похвале наставника нису толико моћне за ученике који наставнике виде као ауторитете. Не придају вредност похвалама одраслих или немају поштовања према појединцу који хвали.
Током 1970-их и 1980-их, Пијажеови радови су такође инспирисали трансформацију европског и америчког образовања, укључујући теорију и праксу, што је довело до приступа више „усредсређеног на дете“. У Разговорима са Жаном Пијажеом, Брингвајер каже: „Образовање, за већину људи, значи покушај да се дете наведе да личи на типичну одраслу особу у свом друштву... али за мене и никог другог, образовање значи стварање стваралаца... правити проналазаче, иноваторе — а не конформисте“ (Bringuier, 1980, стр. 132).
Његова теорија когнитивног развоја може се користити као алат у учионици раног детињства. Према Пијажеу, деца су се најбоље развијала у учионици уз интеракцију.
Пијаже је дефинисао знање као способност да се модификује, трансформише и „оперише“ на објекту или идеји, тако да га оператер разуме кроз процес трансформације. Учење се, дакле, дешава као резултат искуства, како физичког тако и логичког, са самим објектима и начином на који се на њих делује. Дакле, знање мора бити асимилирано у активном процесу од стране ученика са зрелим менталним капацитетом, тако да знање може да се уграђује у сложеност кроз скеле разумевања. Разумевање се поставља од стране ученика кроз процес еквилибрације, при чему ученик балансира ново знање са претходним разумевањем, компензујући тако „трансформацију“ знања.
Учење, дакле, такође могу подржати инструктори у образовном окружењу. Пијаже је прецизирао да се знање не може заиста формирати све док ученик не сазре менталне структуре за које је то учење специфично, и самим тим развој ограничава учење. Ипак, знање се такође може „изградити” изградњом на једноставнијим операцијама и структурама које су већ формиране. Заснивање операција напредне структуре на онима једноставнијих структура на тај начин представља скеле учења да се надограђују на оперативне способности како се развијају. Добро подучавање је, дакле, изграђено око оперативних способности ученика тако да они могу да се истичу у својој оперативној фази и да се надограђују на постојеће структуре и способности и на тај начин „изграде“ учење.
Докази о ефикасности савременог курикуларног дизајна који се гради на Пијажеовој теорији развојне прогресије и подршци сазревању менталних структура може се видети у Грифиновом и Кејсовом наставном плану и програму „Светови бројева“. Наставни план и програм ради у правцу изградње „централне концептуалне структуре“ чула бројева код мале деце тако што се гради на пет наставних процеса, укључујући усклађивање наставног плана и програма са развојним редоследом стицања специфичних вештина. Оцртавањем развојног низа чула бројева, концептуална структура се гради и усклађује са индивидуалном децом како се развијају.
Когнитивни научник Карен Фусон тврди да утицај Пијажеовских теорија на образовање није у потпуности позитиван јер је његов рад често погрешно тумачен. Конкретно, Пијажеов фокус на интеракције деце са објектима у конкретној оперативној фази довео је до приступа образовању у којем се мала деца подстичу да уче математику манипулисањем стварним објектима, али без неопходних директних инструкција од наставника да треба да разумеју шта они раде и да своје активности повежу са симболичком математиком. Ово је имало посебно негативан утицај на децу са ниским успехом којој је потребна већа подршка од стране са више знања да би остварили смисао и напредовали у учењу.
Психолог Марк Зајденберг је критиковао област образовних студија због тога што је превише нагласак ставио на радове Жана Пијажеа, Лава Виготског и других историјских психолога, док није успео да одржи корак са великим напретком когнитивних наука у деценијама од када су били активни. У међувремену, систематски преглед истраживања образовања из 2016. године показао је да су конструктивистички приступи образовању у раном детињству инспирисани Пијажеом и Виготским мање ефикасни од свеобухватних приступа који укључују директно подучавање вештинама.

### Моралност
Пијаже је веровао у два основна принципа у вези са васпитањем карактера: да деца развијају моралне идеје у фазама и да деца креирају своје концепције света. Према Пијажеу, „дете је неко ко конструише сопствени морални поглед на свет, ко формира идеје о исправном и погрешном, праведном и неправедном, које нису директан производ учења одраслих и које се често одржавају у односу на жеље одраслих. напротив“. Пијаже је веровао да деца доносе моралне судове на основу сопствених посматрања света.
Пијажеова теорија морала је била радикална када је његова књига Морални суд детета објављена 1932. године из два разлога: због његове употребе филозофских критеријума за дефинисање морала (као универзализације, општег и обавезног) и његовог одбацивања изједначавања културних норми са моралним нормама. Пијаже је, ослањајући се на Кантову теорију, предложио да се морал развија из интеракције вршњака и да је аутономан од мандата ауторитета. Вршњаци, а не родитељи, били су кључни извор моралних концепата као што су једнакост, реципроцитет и правда.
Пијаже је приписивао различите типове психосоцијалних процеса различитим облицима друштвених односа, уводећи фундаменталну дистинкцију између различитих типова наведених односа. Тамо где постоји ограничење јер један учесник има већу моћ од другог, однос је асиметричан, и, што је још важније, знање које може да стекне учесник који доминира поприма фиксиран и нефлексибилан облик. Пијаже овај процес назива процесом друштвеног преношења, илуструјући га кроз упућивање на начин на који старешине неког племена иницирају млађе чланове у обрасце веровања и праксе групе. Слично томе, тамо где одрасли имају доминантан утицај на дете које расте, деца могу да стекну знање кроз друштвени пренос. Насупрот томе, у кооперативним односима, моћ је равномерније распоређена између учесника тако да настаје симетричнији однос. У тим условима постају могући аутентични облици интелектуалне размене; сваки партнер има слободу да пројектује своје мисли, разматра ставове других и брани своју тачку гледишта. У таквим околностима, где дечје мишљење није ограничено доминантним утицајем, Пијаже је веровао да постоји „реконструкција знања“, односно повољни услови за настанак конструктивних решења проблема. Овде је знање које се појављује отворено, флексибилно и регулисано логиком аргумената, пре него што га одређује спољни ауторитет.
Укратко, кооперативни односи обезбеђују арену за настанак операција, које за Пијажеа захтевају одсуство било каквог ограничавајућег утицаја, а најчешће се илуструју односима који се формирају између вршњака (за више о важности ове разлике видети Duveen & Psaltis, 2008; Psaltis & Duveen, 2006, 2007); Тако се, према Пијажеу, деца уче моралном расуђивању насупрот културним нормама (или можда идеолошким нормама).
Пијажеово истраживање о моралу имало је велики утицај на каснији рад на моралном развоју, посебно у случају веома утицајне теорије моралног развоја Лоренса Колберга која је доминирала истраживањем моралне психологије до краја двадесетог века.

### Историјске студије мишљења и когниције
Историјске промене мишљења су моделоване у Пијажеовским терминима. Уопштено говорећи, ови модели су мапирали промене у моралу, интелектуалном животу и когнитивним нивоима наспрам историјских промена (обично у сложености друштвених система).
Значајни примери укључују:
- Студија Мајкла Хораса Барнса о коеволуцији религиозног и научног мишљења[58]
- Теорија праисторијске и архаичне мисли Питера Дамероуа[59]
- Фазе разумевања Кјерана Егана[60]
- Фауле развоја вере Џејмса В. Фаулера
- Етапе историје уметности Сузи Габлик[61]
- Студије Кристофера Холпајка о променама у сазнању и моралном просуђивању у праисторијским, архаичним и класичним периодима... . . 2004. Недостаје или је празан параметар |title= (помоћ) (Hallpike 1979)
- Фазе моралног развоја Лоренса Колберга
- Дон Лепанова теорија о пореклу модерне мисли и драме[62]
- Теорија средњевековног интелектуалног развоја Чарлса Радинга[63]
- Прерада историјског материјализма Јиргена Хабермаса.

### Развој код животиња
Нео-пијажеовски стадијуми су примењени до максимума који су достигле различите животиње. На пример, пауци постижу кружни сензо-моторни стадијум, координирајући акције и перцепције. Голубови достижу сензорно моторичку фазу, формирајући концепте.

### Порекло
Порекло људске интелигенције је такође проучавано у Пијажеовим терминима. Вин (1979, 1981) је анализирао ашелске и олдованске алате у смислу увида у просторне односе потребне за креирање сваке врсте. На општијем нивоу, Робинсонов Birth of Reason (2005) сугерише модел великих размера за појаву Пијажеове интелигенције.

### Приматологија
Пијажеови модели сазнања примењивани су и ван људске сфере, а поједини приматолози развој и способности примата оцењују у смислу Пијажеовог модела.

### Филозофија
Филозофи су користили Пијажеов рад. На пример, филозоф и друштвени теоретичар Јирген Хабермас уградио је Пијажеа у свој рад, посебно у Теорији комуникативне акције. Филозоф Томас Кун приписује да је Пијажеов рад помогао да разуме прелаз између начина мишљења који је карактерисао његову теорију промене парадигми. Ипак, с тим у вези, такође се примећује да импликације његовог каснијег рада остају углавном неиспитане. Непосредно пре своје смрти (септембар 1980), Пијаже је био укључен у дебату о односима између урођених и стечених карактеристика језика, у Центру Royaumont pour une Science de l'Homme, где је разговарао о свом гледишту са лингвистом Ноамом Чомским, Хиларијем Патнамом и Стивеном Тулмином.

### Вештачка интелигенција
Пијаже је такође имао значајан утицај у области рачунарства и вештачке интелигенције. Симор Паперт је користио Пијажеов рад док је развијао програмски језик Лого. Алан Кеј је користио Пијажеове теорије као основу за концепт Dynabook програмског система, о чему се први пут расправљало у оквиру Xerox Palo Alto истраживачког центра (Xerox PARC). Ове дискусије су довеле до развоја Алто прототипа, који је по први пут истражио све елементе графичког корисничког интерфејса (GUI), и утицао на креирање корисничких интерфејса 1980-их и касније.

### На српском језику
- Јоксимовић, С. Д. Пијаже о интелектуалном развоју и образовању, др Љиљана Миочиновић, Пијажеова теорија интелектуалног развоја, Институт за педагошка истраживања, Београд, 2002. . 51 (3). Настава и васпитање. 2002: 262—266. Недостаје или је празан параметар |title= (помоћ).
- Миочиновић, Љ. (2002). Пијажеова теорија интелектуалног развоја. Београд: Институт за педагошка истраживања.
- Кораћ, Н. Развојна психологија, Изабране теме за студенте педагошког факултета
- Mикалачки-Бриски, А. (1989). Педагошке импликације Пијажеове теорије, монографија и приручник.
- Мишчевић-Кадијевић (2009). Утицај различитих модалитета кооперативних облика рада на усвајање декларативних и процедуралних знања ученика. Зборник Института за педагошка истраживања, 2, 383‒400.
- Нешић, Б. Педагошке импликације неких теорија о развоју когнитивних функција и интелигенције, . 66 (2). Педагогија. 2011: 256‒271. Недостаје или је празан параметар |title= (помоћ).
- Пијаже, Ж. (1968). Психологија интелигенције. Београд: Нолит.

### На страним језицима
- Aqueci, F (2003). Ordine e trasformazione: morale, mente, discorso in Piaget. Acireale-Roma: Bonanno. ISBN 88-7796-148-1..
- Amann-Gainotti, M.; Ducret, J.-J. (1992). „Jean Piaget, disciple of Pierre Janet: Influence of behavior psychology and relations with psychoanalysis”. Information Psychiatrique. 68: 598—606.
- Beilin, H. (1992). „Piaget's enduring contribution to developmental psychology”. Developmental Psychology. 28 (2): 191—204. S2CID 14459165. doi:10.1037/0012-1649.28.2.191.
- Beilin, H. (1994). Jean Piaget's enduring contribution to developmental psychology. A century of developmental psychology (pp. 257–290). Washington, DC US: American Psychological Association.
- Bringuier, J.-C. (1980). Conversations with Jean Piaget. ISBN 0-226-07503-6. (B.M. Gulati, Trans.). Chicago: University of Chicago Press. (Original work published 1977) .
- Chapman, M. (1988). Constructive evolution: Origins and development of Piaget's thought. Cambridge: Cambridge University Press. ISBN 0-521-36712-3.
- Demetriou, A. (1998). Cognitive development. In A. Demetriou, W. Doise, K. F. M. van Lieshout (Eds.), Life-span developmental psychology (pp. 179–269). London: Wiley.
- Demetriou, A., Mouyi, A., & Spanoudis, G. (2010). The development of mental processing. Nesselroade, J. R. (2010). Methods in the study of life-span human development: Issues and answers. In W. F. Overton (Ed.), Biology, cognition and methods across the life-span. Volume 1 of the Handbook of life-span development (pp. 36–55), Editor-in-chief: R. M. Lerner. Hoboken, NJ: Wiley.
- Duveen, G. & Psaltis, C. (2008). The constructive role of asymmetries in social interaction. In U. Mueller, J. I. M. Carpendale, N. Budwig & B. Sokol (Eds.), Social life and social knowledge: Toward a process account of development. Mahwah, NJ: Lawrence Erlbaum.
- Eckblad, G. (1981). Scheme theory: A conceptual framework for cognitive-motivational processes. London and New York: Academic Press. ISBN 978-0-12-229550-8.
- Flavell, J. (1967). The developmental psychology of Jean Piaget. New York: D. ISBN 0-442-02413-4.. Van Nostrand Company.
- Fowler, J. W. (1981). Stages of faith: The psychology of human development and the quest for meaning. San Francisco: Harper. ISBN 0-06-062866-9..& Row.
- Gattico, E. (2001). Jean Piaget. Milano: Bruno Mondadori. ISBN 88-424-9741-X.
- Hallpike, C.R. (1979). The foundations of primitive thought. Oxford: Oxford University Press. ISBN 0-19-823196-2.
- Ivey, A. (1986). Developmental therapy. San Francisco: Jossey. ISBN 1-55542-022-2..-Bass.
- Kamii, C. (1985). Young children reinvent arithmetic: Implications of Piaget's theory. New York: Teachers College Press.
- Kesselring, T. (1999). Jean Piaget. München: Beck. ISBN 3-406-44512-8.
- Kassotakis, M. & Flouris, G. (2006) Μάθηση & Διδασκαλία, Athens.
- Kitchener, R. (1986). Piaget's theory of knowledge: Genetic epistemology & scientific reason. New Haven: Yale University Press. ISBN 0-300-03579-9.
- Kose, G. (1987). „A philosopher's conception of Piaget: Piagetian theory reconsidered”. Theoretical & Philosophical Psychology. 7 (1): 52—57. doi:10.1037/h0091442.

CUNY pdf
- Mayer, S. (2005). „The early evolution of Jean Piaget's clinical method”. History of Psychology. 8 (4): 362—382. PMID 17152748. doi:10.1037/1093-4510.8.4.362.
- Messerly, J.G. (1992). Piaget's conception of evolution: Beyond Darwin and Lamarck. ISBN 0-8476-8243-9.. Lanham, MD: Rowman & Littlefield.
- Perret-Clermont, A.-N. & Barrelet, J.-M. (Eds) (2008/2014). Jean Piaget and Neuchâtel. The Learner and the Scholar. Hove and New York: Psychology Press
- Psaltis, C.; Duveen, G. (2006). „Social relations and cognitive development: The influence of conversation type and representations of gender”. European Journal of Social Psychology. 36 (3): 407—430. doi:10.1002/ejsp.308.
- Psaltis, C.; Duveen, G. (2007). „Conversation types and conservation: Forms of recognition and cognitive development”. British Journal of Developmental Psychology. 25 (1): 79—102. doi:10.1348/026151005X91415.
- Robinson, R.J (2005). The birth of reason.. Prometheus Research Group. (Available online at „prometheus.org.uk”. Архивирано из оригинала 01. 04. 2022. г. Приступљено 20. 02. 2024.)
- Smith, L.., ур. (1992). Jean Piaget: Critical assessments. ISBN 0-415-04408-1. (4 Vols.). London: Routledge.
- Smith, L. (1993). Necessary knowledge: Piagetian perspectives on constructivism. Hove, UK: Lawrence Erlbaum. ISBN 0-86377-270-6.
- Smith, L.., ур. (1996). Critical readings on Piaget. London: Routledge. ISBN 0-415-13317-3.
- Smith, L. (2001). Jean Piaget. In J. A. Palmer (Ed.), 50 modern thinkers on education: From Piaget to the present. London: Routledge.
- Vidal, F. (1994). Piaget before Piaget. Cambridge, MA: Harvard University Press. ISBN 0-674-66716-6.
- Vonèche, J.J. (1985). Genetic epistemology: Piaget's theory. In T. Husén & T.N. Postlethwaite (Eds.-in-chief), International encyclopedia of education (Vol. 4). Oxford: Pergamon.
- Wynn, T. (1979). „The intelligence of later Acheulean hominids”. Man. New Series. 14 (3): 371—391. JSTOR 2801865. doi:10.2307/2801865.
- Wynn, T. (1981). „The intelligence of Oldowan hominids”. Journal of Human Evolution. 10 (7): 529—541. doi:10.1016/S0047-2484(81)80046-2.—

### Примери
- Vygotsky, L. (1963). Thought and language.. [12630 цитата]

### Класици
- Papert, S. (1980). Mindstorms: Children, Computers, and Powerful Ideas.
- Minsky, M. (1988). The society of mind.
- Kohlberg, L. (1969). Stage And Sequence: The Cognitive-Developmental Approach To Socialization.
- Flavell, J. (1963). The developmental psychology of Jean Piaget.
- Müller, U.; Burman, J. T.; Hutchison, S. M. (2013). „The developmental psychology of Jean Piaget: A quinquagenary retrospective”. Journal of Applied Developmental Psychology. 34 (1): 52—55. ISSN 0193-3973. doi:10.1016/j.appdev.2012.10.001.]
- Gibson, E. J. (1973). Principles of perceptual learning and development..
- Hunt, J. McV. (1961). Intelligence and Experience.
- Meltzoff, A. N. & Moore, M. K. (1977). Imitation of facial and manual gestures by human neonates.
- Case, R (1985). Intellectual development: Birth to adulthood.
- Fischer, K. W (1980). A theory of cognitive development: The control and construction of hierarchies of skills.

### Велики радови
- Bates, E. (1976). Language and context: The acquisition of pragmatics..
- Ginsburg, H. P. & Opper, S. (1969). Piaget's theory of intellectual development..
- Singley, M. K. & Anderson, J. R. (1989). The transfer of cognitive skill..
- Duckworth, E. (1973). The having of wonderful ideas.
- Youniss, J. (1982). Parents and peers in social development: A Sullivan-Piaget perspective.
- Pascual-Leone, J. (1970). A mathematical model for the transition rule in Piaget's developmental stages.
- Schaffer, H. R. & Emerson, P. E. (1964). The development of social attachments in infancy.
- Hopper, A (2016). Introduction to the Qualitative Development of Intelligence..

### Значајни радови
- Shatz, M.; Gelman, R. (1973). „The Development of Communication Skills: Modifications in the Speech of Young Children as a Function of Listener”. Monographs of the Society for Research in Child Development. 38 (5): 1—37. JSTOR 1165783. PMID 4764473. doi:10.2307/1165783.
- Broke, H (1971). „Interpersonal perception of young children: Egocentrism or Empathy?”. Developmental Psychology. 5 (2): 263—269. doi:10.1037/h0031267.
- Wadsworth, B. J. (1989). Piaget's theory of cognitive and affective development.
- Karmiloff-Smith, A. (1992). Beyond Modularity.
- Bodner, G. M (1986). Constructivism: A theory of knowledge.
- Shantz, C. U (1975). The Development of Social Cognition.
- Diamond, A.; Goldman-Rakic, P. S. (1989). „Comparison of human infants and rhesus monkeys on Piaget's AB task: evidence for dependence on dorsolateral prefrontal cortex”. Experimental Brain Research. 74 (1): 24—40. PMID 2924839. S2CID 2310409. doi:10.1007/bf00248277.
- Gruber, H. & Voneche, H. (1982). The Essential Piaget..
- Walkerdine, V. (1984). Developmental psychology and the child-centred pedagogy: The insertion of Piaget into early education.
- Kamii, C. & DeClark, G. (1985). Young children reinvent arithmetic: Implications of Piaget's theory
- Riegel, K. F. (1973). Dialectic operations: The final period of cognitive development
- Bandura, A.; McDonald, F. J. (1963). „Influence of social reinforcement and the behavior of models in shaping children's moral judgment”. Journal of Abnormal and Social Psychology. 67 (3): 274—281. PMID 14054361. S2CID 24159020. doi:10.1037/h0044714.
- Karplus, R. (1980). Teaching for the development of reasoning.
- Brainerd, C. (1978). The stage question in cognitive-developmental theory.
- Brainerd, C. (1978). Piaget's theory of intelligence.
- Gilligan, C. (1997). Moral orientation and moral development.
- Diamond, A. (1991). Neuropsychological insights into the meaning of object concept development.
- Braine, M. D. S., & Rumain, B. (1983). Logical reasoning.
- John-Steiner, V. (2000). Creative collaboration.
- Pascual-Leone, J. (1987). Organismic processes for neo-Piagetian theories: A dialectical causal account of cognitive development.
- Hallpike, C. R (1979). The foundations of primitive thought.
- Furth, H. (1969). Piaget and Knowledge.
- Gelman, R. & Baillargeon, R. (1983). A review of some Piagetian concepts.
- O'Loughlin, M. (1992). Rethinking science education: Beyond piagetian constructivism. Toward a sociocultural model of teaching and learning.
- Messerly, John G (1996). „Psychogenesis and the History of Science: Piaget and the Problem of Scientific Change”. The Modern Schoolman. LXXIII, 295–307.
- Piaget, Jean (март 2011). „Jean Piaget's 1931 essay "The Spirit of Solidarity in Children and International Cooperation"”. Schools. 8 (1): 74—89. doi:10.1086/659425.